# Susanne Rosenqvist
Susanne Rosenqvist (Landskrona, Escânia, 26 de novembro de 1967) é uma ex-canoísta de velocidade sueca na modalidade de canoagem.

## Carreira
Foi vencedora da medalha de bronze em K-4 500 m em Barcelona 1992, junto com as suas colegas de equipa Anna Olsson, Agneta Andersson, Maria Haglund.
Foi vencedora da medalha de bronze em K-4 500 m em Atlanta 1996, junto com as suas colegas de equipa Anna Olsson, Agneta Andersson, Ingela Ericsson.